# Cologne Crocodiles
I Cologne Crocodiles sono una squadra di football americano di Colonia, in Germania. Fondati nel 1980, hanno vinto 1 German Bowl.

## Dettaglio stagioni

### Amichevoli
| Stagione | Vin | Par | Per | Tot | PF | PS | avversaria    |
| -------- | --- | --- | --- | --- | -- | -- | ------------- |
| 1989     | 1   | 0   | 0   | 1   | 27 | 6  | Gran Bretagna |
| Totale   | 1   | 0   | 0   | 1   | 27 | 6  |               |

Fonte: americanfootballitalia.com

### Tornei

#### Tornei nazionali

##### Campionato

###### Bundesliga/GFL
| Stagione | regular season | regular season | regular season | regular season | regular season | regular season | playoff | playoff | playoff | playoff | playoff | playoff          | playoff                  |
|          | Vin            | Par            | Per            | Tot            | PF             | PS             | Vin     | Per     | Tot     | PF      | PS      | risultato        | avversaria               |
| -------- | -------------- | -------------- | -------------- | -------------- | -------------- | -------------- | ------- | ------- | ------- | ------- | ------- | ---------------- | ------------------------ |
| 1981     | 10             | 0              | 2              | 12             | 523            | 158            | 0       | 1       | 1       | 0       | 28      | Semifinale       | Ansbach Grizzlies        |
| 1982     | 13             | 0              | 1              | 14             | 512            | 133            | 2       | 1       | 3       | 58      | 47      | German Bowl      | Ansbach Grizzlies        |
| 1983     | 9              | 0              | 3              | 12             | 330            | 199            | 1       | 1       | 2       | 65      | 30      | Semifinale       | Ansbach Grizzlies        |
| 1984     | 11             | 0              | 1              | 12             | 368            | 125            | 1       | 1       | 2       | 47      | 24      | Semifinale       | Ansbach Grizzlies        |
| 1985     | 11             | 0              | 3              | 14             | 454            | 107            | 0       | 1       | 1       | 3       | 9       | Quarti di finale | Hanau Hawks              |
| 1986     | 5              | 0              | 5              | 10             | 163            | 93             | -       | -       | -       | -       | -       | -                | -                        |
| 1987     | 7              | 0              | 3              | 10             | 243            | 132            | 1       | 1       | 2       | 48      | 31      | Quarti di finale | Noris Rams               |
| 1988     | 6              | 0              | 4              | 10             | 208            | 299            | -       | -       | -       | -       | -       | -                | -                        |
| 1989     | 5              | 0              | 5              | 10             | 161            | 248            | 0       | 1       | 1       | 0       | 52      | Wild card        | Dortmund Giants          |
| 1990     | 7              | 0              | 3              | 10             | 269            | 100            | 3       | 1       | 4       | 158     | 67      | German Bowl      | Berlin Adler             |
| 1991     | 12             | 0              | 2              | 14             | 515            | 193            | 2       | 1       | 3       | 97      | 52      | German Bowl      | Berlin Adler             |
| 1992     | 10             | 0              | 2              | 12             | 400            | 84             | 1       | 1       | 2       | 67      | 23      | Semifinale       | Munich Cowboys           |
| 1993     | 13             | 0              | 1              | 14             | 635            | 185            | 2       | 1       | 3       | 136     | 68      | German Bowl      | Munich Cowboys           |
| 1994     | 11             | 0              | 3              | 14             | 390            | 243            | 1       | 1       | 2       | 38      | 31      | Semifinale       | Berlin Adler             |
| 1995     | 7              | 0              | 5              | 12             | 315            | 245            | 1       | 1       | 2       | 38      | 42      | Semifinale       | Düsseldorf Panther       |
| 1996     | 7              | 0              | 4              | 11             | 275            | 228            | 1       | 1       | 2       | 48      | 48      | Semifinale       | Düsseldorf Panther       |
| 1997     | 5              | 1              | 4              | 10             | 195            | 179            | 2       | 1       | 3       | 127     | 40      | German Bowl      | Braunschweig Lions       |
| 1998     | 8              | 1              | 3              | 12             | 392            | 210            | 1       | 1       | 2       | 43      | 42      | Semifinale       | Braunschweig Lions       |
| 1999     | 8              | 0              | 4              | 12             | 385            | 188            | 1       | 1       | 2       | 80      | 73      | Semifinale       | Hamburg Blue Devils      |
| 2000     | 9              | 0              | 1              | 10             | 346            | 186            | 3       | 0       | 3       | 94      | 73      | Campioni         | Braunschweig Lions       |
| 2001     | 5              | 1              | 6              | 12             | 272            | 286            | 0       | 1       | 1       | 7       | 14      | Quarti di finale | Munich Cowboys           |
| 2002     | 9              | 0              | 3              | 12             | 279            | 199            | 0       | 1       | 1       | 32      | 35      | Quarti di finale | Stuttgart Scorpions      |
| 2003     | 1              | 1              | 10             | 12             | 114            | 342            | -       | -       | -       | -       | -       | -                | -                        |
| 2017     | 6              | 0              | 8              | 14             | 373            | 390            | -       | -       | -       | -       | -       | -                | -                        |
| 2018     | 7              | 1              | 6              | 14             | 376            | 403            | 0       | 1       | 1       | 15      | 37      | Quarti di finale | Schwäbisch Hall Unicorns |
| 2019     | 7              | 0              | 7              | 14             | 251            | 314            | -       | -       | -       | -       | -       | -                | -                        |
| 2021     | 6              | 0              | 4              | 10             | 319            | 278            | 0       | 1       | 1       | 16      | 35      | Quarti di finale | Saarland Hurricanes      |
| 2022     | 7              | 0              | 3              | 10             | 386            | 243            | 1       | 1       | 2       | 55      | 80      | Semifinale       | Potsdam Royals           |
| Totale   | 222            | 5              | 106            | 333            | 9389           | 5790           | 25      | 22      | 47      | 1272    | 981     |                  |                          |

Fonti: Enciclopedia del Football - A cura di Roberto Mezzetti

###### NFL
Questi tornei - pur essendo del massimo livello della loro federazione - non sono considerati ufficiali.
| Stagione | regular season | regular season | regular season | regular season | regular season | regular season | playoff | playoff | playoff | playoff | playoff | playoff   | playoff    |
|          | Vin            | Par            | Per            | Tot            | PF             | PS             | Vin     | Per     | Tot     | PF      | PS      | risultato | avversaria |
| -------- | -------------- | -------------- | -------------- | -------------- | -------------- | -------------- | ------- | ------- | ------- | ------- | ------- | --------- | ---------- |
| 1980     | 5              | 0              | 4              | 9              | 275            | 103            | -       | -       | -       | -       | -       | -         | -          |
| Totale   | 5              | 0              | 4              | 9              | 275            | 103            | -       | -       | -       | -       | -       |           |            |

Fonti: Enciclopedia del Football - A cura di Roberto Mezzetti

###### Damenbundesliga
| Stagione | regular season | regular season | regular season | regular season | regular season | regular season | playoff | playoff | playoff | playoff | playoff | playoff    | playoff            |
|          | Vin            | Par            | Per            | Tot            | PF             | PS             | Vin     | Per     | Tot     | PF      | PS      | risultato  | avversaria         |
| -------- | -------------- | -------------- | -------------- | -------------- | -------------- | -------------- | ------- | ------- | ------- | ------- | ------- | ---------- | ------------------ |
| 1990     | ?              | ?              | ?              | ?              | ?              | ?              | ?       | ?       | ?       | ?       | ?       | ?          | ?                  |
| 1991     | ?              | ?              | ?              | ?              | ?              | ?              | ?       | ?       | ?       | ?       | ?       | ?          | ?                  |
| 1996     | ?              | ?              | ?              | ?              | ?              | ?              | ?       | ?       | ?       | ?       | ?       | ?          | ?                  |
| 1997     | ?              | ?              | ?              | ?              | ?              | ?              | ?       | ?       | ?       | ?       | ?       | ?          | ?                  |
| 1998     | ?              | ?              | ?              | ?              | ?              | ?              | ?       | ?       | ?       | ?       | ?       | ?          | ?                  |
| 1999     | ?              | ?              | ?              | ?              | ?              | ?              | ?       | ?       | ?       | ?       | ?       | ?          | ?                  |
| 2000     | ?              | ?              | ?              | ?              | ?              | ?              | ?       | ?       | ?       | ?       | ?       | ?          | ?                  |
| 2001     | 7              | 0              | 1              | 8              | 111            | 74             | 0       | 1       | 1       | 0       | 32      | Semifinale | Berlin Adler Girls |
| 2002     | 2              | 1              | 5              | 8              | 42             | 193            | -       | -       | -       | -       | -       | -          | -                  |
| Totale   | 9+?            | 1+?            | 6+?            | 16+?           | 153+?          | 267+?          | 0+?     | 1+?     | 1+?     | 0+?     | 32+?    |            |                    |

Fonti: Enciclopedia del Football - A cura di Roberto Mezzetti

###### GFL2
| Stagione | regular season | regular season | regular season | regular season | regular season | regular season | playoff | playoff | playoff | playoff | playoff | playoff   | playoff            |
|          | Vin            | Par            | Per            | Tot            | PF             | PS             | Vin     | Per     | Tot     | PF      | PS      | risultato | avversaria         |
| -------- | -------------- | -------------- | -------------- | -------------- | -------------- | -------------- | ------- | ------- | ------- | ------- | ------- | --------- | ------------------ |
| 2014     | 8              | 0              | 6              | 14             | 489            | 402            | -       | -       | -       | -       | -       | -         | -                  |
| 2015     | 8              | 0              | 6              | 14             | 379            | 329            | -       | -       | -       | -       | -       | -         | -                  |
| 2016     | 13             | 0              | 1              | 14             | 560            | 183            | 2       | 0       | 2       | 62      | 0       | Promossi  | Düsseldorf Panther |
| Totale   | 29             | 0              | 13             | 42             | 1428           | 914            | 2       | 0       | 2       | 62      | 0       |           |                    |

Fonti: Enciclopedia del Football - A cura di Roberto Mezzetti

###### DBL2
| Stagione | regular season | regular season | regular season | regular season | regular season | regular season | playoff | playoff | playoff | playoff | playoff | playoff   | playoff    |
|          | Vin            | Par            | Per            | Tot            | PF             | PS             | Vin     | Per     | Tot     | PF      | PS      | risultato | avversaria |
| -------- | -------------- | -------------- | -------------- | -------------- | -------------- | -------------- | ------- | ------- | ------- | ------- | ------- | --------- | ---------- |
| 1995     | ?              | ?              | ?              | ?              | ?              | ?              | ?       | ?       | ?       | ?       | ?       | ?         | ?          |
| Totale   | ?              | ?              | ?              | ?              | ?              | ?              | ?       | ?       | ?       | ?       | ?       |           |            |

Fonti: Enciclopedia del Football - A cura di Roberto Mezzetti

###### Oberliga (terzo livello)/Regionalliga
| Stagione | regular season | regular season | regular season | regular season | regular season | regular season | playoff | playoff | playoff | playoff | playoff | playoff   | playoff    |
|          | Vin            | Par            | Per            | Tot            | PF             | PS             | Vin     | Per     | Tot     | PF      | PS      | risultato | avversaria |
| -------- | -------------- | -------------- | -------------- | -------------- | -------------- | -------------- | ------- | ------- | ------- | ------- | ------- | --------- | ---------- |
| 1984     | 7              | 0              | 2              | 9              | 222            | 81             | -       | -       | -       | -       | -       | -         | -          |
| 2013     | 8              | 0              | 2              | 10             | 384            | 109            | -       | -       | -       | -       | -       | -         | -          |
| Totale   | 15             | 0              | 4              | 19             | 606            | 190            | -       | -       | -       | -       | -       |           |            |

Fonti: Enciclopedia del Football - A cura di Roberto Mezzetti

###### Landesliga (quarto livello)/Oberliga (quarto livello)
| Stagione | regular season | regular season | regular season | regular season | regular season | regular season | playoff | playoff | playoff | playoff | playoff | playoff   | playoff    |
|          | Vin            | Par            | Per            | Tot            | PF             | PS             | Vin     | Per     | Tot     | PF      | PS      | risultato | avversaria |
| -------- | -------------- | -------------- | -------------- | -------------- | -------------- | -------------- | ------- | ------- | ------- | ------- | ------- | --------- | ---------- |
| 1989     | 0              | 0              | 7              | 7              | 34             | 310            | -       | -       | -       | -       | -       | -         | -          |
| 1992     | 4              | 0              | 8              | 12             | 160            | 176            | -       | -       | -       | -       | -       | -         | -          |
| 1993     | 6              | 0              | 4              | 10             | 239            | 115            | -       | -       | -       | -       | -       | -         | -          |
| 1994     | 10             | 0              | 0              | 10             | 288            | 69             | -       | -       | -       | -       | -       | -         | -          |
| 1995     | 5              | 0              | 4              | 9              | 189            | 219            | -       | -       | -       | -       | -       | -         | -          |
| 1996     | 2              | 0              | 8              | 10             | 123            | 232            | -       | -       | -       | -       | -       | -         | -          |
| 1999     | 9              | 0              | 1              | 10             | 339            | 63             | -       | -       | -       | -       | -       | -         | -          |
| 2011     | 3              | 0              | 7              | 10             | 178            | 187            | -       | -       | -       | -       | -       | -         | -          |
| 2012     | 9              | 0              | 1              | 10             | 236            | 79             | -       | -       | -       | -       | -       | -         | -          |
| Totale   | 48             | 0              | 40             | 88             | 1786           | 1450           | -       | -       | -       | -       | -       |           |            |

Fonti: Enciclopedia del Football - A cura di Roberto Mezzetti

###### Verbandsliga
| Stagione | regular season | regular season | regular season | regular season | regular season | regular season | playoff | playoff | playoff | playoff | playoff | playoff   | playoff    |
|          | Vin            | Par            | Per            | Tot            | PF             | PS             | Vin     | Per     | Tot     | PF      | PS      | risultato | avversaria |
| -------- | -------------- | -------------- | -------------- | -------------- | -------------- | -------------- | ------- | ------- | ------- | ------- | ------- | --------- | ---------- |
| 1998     | 7              | 0              | 1              | 8              | 358            | 80             | -       | -       | -       | -       | -       | -         | -          |
| 2010     | 7              | 0              | 1              | 8              | 251            | 99             | -       | -       | -       | -       | -       | -         | -          |
| 2018     | 7              | 1              | 2              | 10             | 204            | 123            | -       | -       | -       | -       | -       | -         | -          |
| 2019     | 9              | 0              | 1              | 10             | 323            | 60             | -       | -       | -       | -       | -       | -         | -          |
| Totale   | 30             | 1              | 5              | 36             | 1136           | 362            | -       | -       | -       | -       | -       |           |            |

Fonti: Enciclopedia del Football - A cura di Roberto Mezzetti

###### Landesliga (sesto livello)
| Stagione | regular season | regular season | regular season | regular season | regular season | regular season | playoff | playoff | playoff | playoff | playoff | playoff   | playoff            |
|          | Vin            | Par            | Per            | Tot            | PF             | PS             | Vin     | Per     | Tot     | PF      | PS      | risultato | avversaria         |
| -------- | -------------- | -------------- | -------------- | -------------- | -------------- | -------------- | ------- | ------- | ------- | ------- | ------- | --------- | ------------------ |
| 2009     | 8              | 0              | 0              | 8              | 244            | 31             | 1       | 1       | 2       | 43      | 28      | Campioni  | Sauerland Mustangs |
| Totale   | 8              | 0              | 0              | 8              | 244            | 31             | 1       | 1       | 2       | 43      | 28      |           |                    |

Fonti: Enciclopedia del Football - A cura di Roberto Mezzetti

### Tornei internazionali

#### European Football League (1986-2013)
| Stagione | regular season | regular season | regular season | regular season | regular season | regular season | playoff | playoff | playoff | playoff | playoff | playoff    | playoff       |
|          | Vin            | Par            | Per            | Tot            | PF             | PS             | Vin     | Per     | Tot     | PF      | PS      | risultato  | avversaria    |
| -------- | -------------- | -------------- | -------------- | -------------- | -------------- | -------------- | ------- | ------- | ------- | ------- | ------- | ---------- | ------------- |
| 1999     | 1              | 0              | 1              | 2              | 58             | 58             | -       | -       | -       | -       | -       | -          | -             |
| 2000     | -              | -              | -              | -              | -              | -              | 3       | 1       | 4       | 200     | 137     | Semifinale | Lions Bergamo |
| Totale   | 1              | 0              | 1              | 2              | 58             | 58             | 3       | 1       | 4       | 200     | 137     |            |               |

Fonti: Enciclopedia del Football - A cura di Roberto Mezzetti

### Riepilogo fasi finali disputate
| Anno              | Luogo           | Evento | Fase del torneo  | Incontro                                      | Risultato |
| 22 settembre 2018 | Schwäbisch Hall | GFL    | Quarti di finale | Schwäbisch Hall Unicorns - Cologne Crocodiles | 37 - 14   |
| 19 settembre 2021 | Saarbrücken     | GFL    | Quarti di finale | Saarland Hurricanes - Cologne Crocodiles      | 35 - 16   |
| 24 settembre 2022 | Potsdam         | GFL    | Semifinale       | Potsdam Royals - Cologne Crocodiles           | 49 - 21   |

## Palmarès
- 1 German Bowl (2000)
- 4 Juniorbowl (1983, 1993, 2014, 2015)